# Hans Selye
János Hugo Bruno ”Hans” Selye, född 26 januari 1907 i Wien, Österrike, död 16 oktober 1982 i Montreal, Kanada, var en österrikisk-ungersk-kanadensisk läkare (fysiolog).
Selye var professor vid Université de Montréal. Han myntade begreppet stress 1936 och är upphovsman till teorin om det s.k. adaptionssyndromet.